# Dyscia perdistincta
Dyscia perdistincta là một loài bướm đêm trong họ Geometridae.